# San José del Boquerón
San José del Boquerón är en ort i Honduras.   Den ligger i departementet Departamento de Cortés, i den västra delen av landet, 170 km norr om huvudstaden Tegucigalpa. San José del Boquerón ligger 22 meter över havet och antalet invånare är 1 432.
Terrängen runt San José del Boquerón är platt. Runt San José del Boquerón är det ganska tätbefolkat, med 104 invånare per kvadratkilometer. Närmaste större samhälle är San Pedro Sula, 17,1 km väster om San José del Boquerón. 